# Christian Lacoste
 (juillet 2024).
Si vous disposez d'ouvrages ou d'articles de référence ou si vous connaissez des sites web de qualité traitant du thème abordé ici, merci de compléter l'article en donnant les références utiles à sa vérifiabilité et en les liant à la section « Notes et références ».
Christian Lacoste est un pâtissier toulousain, créateur de la version moderne du fénétra.

## Biographie
Dans la famille Lacoste, la pâtisserie se transmet de génération en génération et Christian Lacoste a su mettre à profit son talent pendant plus de trente ans. Il a remporté le premier prix de dégustation et de présentation du Charles Proust en 1967, la médaille d'argent lors de la coupe de France de la pâtisserie et bien d’autres médailles encore. Il a notamment réalisé le gâteau pour le premier vol du Concorde, celui pour les 25 ans du Concorde, ainsi que pour le centenaire du journal La Dépêche du Midi et a rencontré de nombreuses personnalités de Johnny Hallyday à Jacques Chirac durant sa carrière. 
Aujourd'hui Christian Lacoste continue de réaliser des gâteaux, des apéritifs, à la demande pour des particuliers ou des restaurateurs. Toujours passionné par son beau métier et son désir de création, il fait plaisir à ceux qui font appel à ses services.

## Gâteau du Fénétra
En 1963, Ferdinand Cousteaux, rédacteur de La Dépêche du Midi œuvre pour relancer la Fête du Fénétra qui reprend vie avec le Passo Carriero. En 1970, sous l'influence du comité des Fêtes, présidé par Christian Lacombe, les pâtissiers organisent un concours pour remplacer l'offrande du pain par un gâteau qui portera le nom de gâteau du Fénétra. À la suite de ce concours l'appellation « gâteau du Fénétra » est déposée par l'Union des artisans pâtissiers de la Haute-Garonne selon la recette créée par Christian Lacoste. Selon le cahier des charges cette pâtisserie représente un «gâteau de voyage pour pouvoir porter le nom de Toulouse en dehors de la ville.» 
Depuis 1970, la recette élaborée par Christian Lacoste n'a pas pris une ride et les ingrédients sont toujours les mêmes : une pâte sablée parfumée au citron, avec de la confiture d'abricots et des cubes de citrons confits.